# Чемпіонат світу з легкої атлетики 1999
Чемпіонат світу з легкої атлетики 1999 був проведений 20-29 серпня на Олімпійському стадіоні в Севільї.

## Призери

### Чоловіки
| Дисципліна                | Золото                                                                                 | Золото      | Срібло                                                                                                   | Срібло     | Бронза                                                                      | Бронза     |
| ------------------------- | -------------------------------------------------------------------------------------- | ----------- | --- | ---------- | --------------------------------------------------------------------------- | ---------- |
| 100 метрів                | Моріс Грін США                                                                         | 9,80 CR     | Бруні Сурін Канада                                                                                       | 9,84 =NR   | Двейн Чамберс Велика Британія                                               | 9,97 PB    |
| 200 метрів                | Моріс Грін США                                                                         | 19,90 SB    | Клаудіней да Сілва Бразилія                                                                              | 20,00 PB   | Френсіс Обіквелу Нігерія                                                    | 20,11      |
| 400 метрів                | Майкл Джонсон США                                                                      | 43,18 WR    | Сандерлей Паррела Бразилія                                                                               | 44,29 AR   | Алехандро Карденьяс Мексика                                                 | 44,31 NR   |
| 800 метрів                | Вілсон Кіпкетер Данія                                                                  | 1.43,30     | Езекіль Сепенг ПАР                                                                                       | 1.43,32    | Джабір Саїд-Герні Алжир                                                     | 1.44,18 NR |
| 1500 метрів               | Гішам ель Герруж Марокко                                                               | 3.27,65 CR  | Ноа Нгені Кенія                                                                                          | 3.28,73 NR | Реєс Естевес Іспанія                                                        | 3.30,57 PB |
| 5000 метрів               | Салех Гіссу Марокко                                                                    | 12.58,13 CR | Бенджамін Лімо Кенія                                                                                     | 12.58,72   | Мохаммед Мурхіт Бельгія                                                     | 12.58,80   |
| 10000 метрів              | Хайле Гебрселассіє Ефіопія                                                             | 27.57,27    | Пол Тергат Кенія                                                                                         | 27.58,56   | Ассефа Мезґебу Ефіопія                                                      | 27.59,15   |
| 110 метрів з бар'єрами    | Колін Джексон Велика Британія                                                          | 13,04 SB    | Аньєр Гарсія Куба                                                                                        | 13,07 NR   | Двейн Росс США                                                              | 13,12 PB   |
| 400 метрів з бар'єрами    | Фабріціо Морі Італія                                                                   | 47,72 WL    | Стефан Діагана Франція                                                                                   | 48,12 SB   | Марсель Шельберт Швейцарія                                                  | 48,13 NR   |
| 3000 метрів з перешкодами | Крістофер Коскеї Кенія                                                                 | 8.11,76     | Вілсон Бойт Кіпкетер Кенія                                                                               | 8.12,09    | Алі Еззін Марокко                                                           | 8.12,73    |
| 4×100 метрів              | СШАДжон Драммонд Тім Монтгомері Браян Льюїс Моріс Грін                                 | 37,59 WL    | Велика БританіяДжейсон Гарденер Даррен Кемпбелл Марлон Девоніш Двейн Чамберс Аллін Кондон (забіг)        | 37,73 ER   | БразиліяРафаель де Олівейра Клаудіней да Сілва Едсон Рібейру Андре да Сілва | 38,05 AR   |
| 4×400 метрів              | ПольщаТомаш Чубак Роберт Мачков'як Яцек Бочан Пйотр Хачек Пйотр Длугосельський (забіг) | 2.58,91 SB  | ЯмайкаМайкл Мак-Дональд Грег Хотон Денні Мак-Фарлейн Давіан Кларк Пестон Коук (забіг) Омар Браун (забіг) | 2.59,34    | ПАРЙопі ван Аудтсхорн Гендрік Мокганьєці Адріан Бота Арно Малерб            | 3.00,20 NR |
| Марафон                   | Абель Антон Іспанія                                                                    | 2:13.36     | Вінченцо Модіка Італія                                                                                   | 2:14.06    | Сато Нобуюкі Японія                                                         | 2:14.07    |
| Ходьба 20 кілометрів      | Ілля Марков Росія                                                                      | 1:23.34     | Джефферсон Перес Еквадор                                                                                 | 1:24.19    | Данієль Гарсія Мексика                                                      | 1:24.31    |
| Ходьба 50 кілометрів      | Івано Бруньєтті Італія                                                                 | 3:47.54 SB  | Микола Матюхін Росія                                                                                     | 3:48.18    | Курт Клаузен США                                                            | 3:50.55    |
| Стрибки у висоту          | В'ячеслав Воронін Росія                                                                | 2,37 WL     | Марк Босвелл Канада                                                                                      | 2,35 NR    | Мартін Бусс Німеччина                                                       | 2,32       |
| Стрибки з жердиною        | Максим Тарасов Росія                                                                   | 6,02 CR     | Дмитро Марков Австралія                                                                                  | 5,90       | Олександр Авербух Ізраїль                                                   | 5,80 NR    |
| Стрибки в довжину         | Іван Педросо Куба                                                                      | 8,56        | Яго Ламела Іспанія                                                                                       | 8,40       | Грегор Цанкар Словенія                                                      | 8,36 SB    |
| Потрійний стрибок         | Чарльз Фрідек Німеччина                                                                | 17,59 WL    | Ростислав Димитров Болгарія                                                                              | 17,49 PB   | Джонатан Едвардс Велика Британія                                            | 17,48      |
| Штовхання ядра            | Сі Джей Гантер США                                                                     | 21,79 PB    | Олівер-Свен Будер Німеччина                                                                              | 21,42 SB   | Олександр Багач Україна                                                     | 21,26      |
| Метання диска             | Ентоні Вашингтон США                                                                   | 69,08 CR    | Юрген Шульт Німеччина                                                                                    | 68,18 SB   | Ларс Рідель Німеччина                                                       | 68,09      |
| Метання молота            | Карстен Кобс Німеччина                                                                 | 80,24       | Жольт Немет Угорщина                                                                                     | 79,05      | Владислав Піскунов Україна                                                  | 79,03      |
| Метання списа             | Акі Парвіайнен Фінляндія                                                               | 89,52       | Костас Гаціудіс Греція                                                                                   | 89,18      | Ян Железний Чехія                                                           | 87,67      |
| Десятиборство             | Томаш Дворжак Чехія                                                                    | 8744        | Дін Мейсі Велика Британія                                                                                | 8556 PB    | Кріс Гаффінс США                                                            | 8547 SB    |

### Жінки
| Дисципліна             | Золото | Золото      | Срібло                                                                                        | Срібло      | Бронза                                                                      | Бронза      |
| ---------------------- | --- | ----------- | --------------------------------------------------------------------------------------------- | ----------- | --------------------------------------------------------------------------- | ----------- |
| 100 метрів             | Меріон Джонс США | 10,70 CR    | Інгер Міллер США                                                                              | 10,79       | Екатеріні Тану Греція                                                       | 10,84       |
| 200 метрів             | Інгер Міллер США | 21,77 WL    | Беверлі Мак-Дональд Ямайка                                                                    | 22,22 PB    | Мерлін Фрейзер ЯмайкаАндреа Філіпп Німеччина                                | 22,26       |
| 400 метрів             | Кеті Фрімен Австралія | 49,67 SB    | Аня Рюкер Німеччина                                                                           | 49,74 PB    | Лоррейн Грем-Фентон Ямайка                                                  | 49,92 PB    |
| 800 метрів             | Людмила Форманова Чехія | 1.56,68     | Марія Мутола Мозамбік                                                                         | 1.56,72     | Світлана Мастеркова Росія                                                   | 1.56,93     |
| 1500 метрів            | Світлана Мастеркова Росія                                                                                                   | 3.59,53 SB  | Реджина Джекобс США                                                                           | 4.00,35 PB  | Кутре Дулеча Ефіопія                                                        | 4.00,96 SB  |
| 5000 метрів            | Габріела Сабо Румунія | 14.41,82 CR | Захра Уазіз Марокко                                                                           | 14.43,15    | Аєлех Ворку Ефіопія                                                         | 14.44,22 PB |
| 10000 метрів           | Гете Вамі Ефіопія | 30.24,56 CR | Пола Редкліфф Велика Британія                                                                 | 30.27,13 NR | Тегла Лорупе Кенія                                                          | 30.32,03 NR |
| 100 метрів з бар'єрами | Ґейл Діверс США | 12,37 WL    | Глорі Алозі Нігерія                                                                           | 12,44 AR    | Людмила Енгквіст Швеція                                                     | 12,47 NR    |
| 400 метрів з бар'єрами | Даймі Пернія Куба | 52,89 WL    | Неза Бідуан Марокко                                                                           | 52,90 AR    | Деон Геммінгс Ямайка                                                        | 53,16 SB    |
| 4×100 метрів           | Багамські ОстровиСаватеда Файнс Чандра Старрап Полін Девіс-Томпсон Деббі Фергюсон Елдісі Кларк-Льюїс (забіг)                | 41,92 WL    | ФранціяПатрісія Жирар Мюріель Юртіс Катя Бент Крістін Аррон Фабе Діа (забіг)                  | 42,06 NR    | ЯмайкаЕйлін Бейлі Мерлін Фрейзер Беверлі Мак-Дональд Піта-Гей Довді         | 42,15 SB    |
| 4×400 метрів           | РосіяТетяна Чебикіна Світлана Гончаренко Ольга Котлярова Наталія Назарова Наталія Шарова (забіг) Катерина Бахвалова (забіг) | 3.21,98 WL  | СШАСюзіенн Рейд Мейсел Мелоун-Воллес Мішель Коллінз Джерл Майлз Кларк Андреа Андерсон (забіг) | 3.22,09 SB  | НімеччинаАнке Феллер Ута Ролендер Аня Рюкер Гріт Броєр Аня Кніппель (забіг) | 3.22,43 SB  |
| Марафон                | Чон Сон Ок Північна Корея                                                                                                   | 2:26.59 NR  | Ітіхасі Арі Японія                                                                            | 2:27.02 PB  | Лідія Шимон Румунія                                                         | 2:27.41     |
| Ходьба 20 кілометрів   | Лю Хунюй КНР | 1:30.50     | Ван Ян КНР                                                                                    | 1:30.52     | Керрі Саксбі-Джунна Австралія                                               | 1:31.18 SB  |
| Стрибки у висоту       | Інга Бабакова Україна | 1,99        | Олена Єлесіна Росія                                                                           | 1,99        | Світлана Лапіна Росія                                                       | 1,99 PB     |
| Стрибки з жердиною     | Стейсі Драгіла США | 4,60 WR     | Анжела Балахонова Україна                                                                     | 4,55 ER     | Тетяна Григорьєва Австралія                                                 | 4,45        |
| Стрибки в довжину      | Ньюрка Монтальво Іспанія | 7,06 NR     | Фіона Мей Італія                                                                              | 6,94        | Меріон Джонс США                                                            | 6,83        |
| Потрійний стрибок      | Параскеві Ціаміта Греція | 14,88       | Яміле Альдама Куба                                                                            | 14,61       | Ольга Васдекі Греція                                                        | 14,61       |
| Штовхання ядра         | Астрід Кумбернусс Німеччина                                                                                                 | 19,85 SB    | Надін Кляйнерт Німеччина                                                                      | 19,61 PB    | Світлана Кривельова Росія                                                   | 19,43       |
| Метання диска          | Франка Дітцш Німеччина | 68,14       | Анастасія Келесіду Греція                                                                     | 66,05       | Ніколета Грасу Румунія                                                      | 65,35       |
| Метання молота         | Міхаела Мелінте Румунія | 75,20       | Ольга Кузенкова Росія                                                                         | 72,56       | Лайза Місіпека Американське Самоа                                           | 66,06       |
| Метання списа          | Мірела Маніяні Греція | 67,09 PB    | Тетяна Шиколенко Росія                                                                        | 66,37 PB    | Тріне Гаттестад Норвегія                                                    | 66,06       |
| Семиборство            | Юніс Барбер Франція | 6861 PB     | Деніз Льюїс Велика Британія                                                                   | 6724        | Гада Шуаа Сирія                                                             | 6500        |

## Медальний залік
| Місце               | Країна              | Золото | Срібло | Бронза | Загалом |
| ------------------- | ------------------- | ------ | ------ | ------ | ------- |
| 1                   | США                 | 10     | 3      | 4      | 17      |
| 2                   | Росія               | 5      | 4      | 3      | 12      |
| 3                   | Німеччина           | 4      | 4      | 4      | 12      |
| 4                   | Греція              | 2      | 2      | 2      | 6       |
| 5                   | Марокко             | 2      | 2      | 1      | 5       |
| 6                   | Італія              | 2      | 2      | 0      | 4       |
| 6                   | Куба                | 2      | 2      | 0      | 4       |
| 8                   | Іспанія             | 2      | 1      | 1      | 4       |
| 9                   | Ефіопія             | 2      | 0      | 3      | 5       |
| 10                  | Румунія             | 2      | 0      | 2      | 4       |
| 11                  | Чехія               | 2      | 0      | 1      | 3       |
| 12                  | Велика Британія     | 1      | 4      | 2      | 7       |
| 13                  | Кенія               | 1      | 4      | 1      | 6       |
| 14                  | Франція             | 1      | 2      | 0      | 3       |
| 15                  | Австралія           | 1      | 1      | 2      | 4       |
| 15                  | Україна             | 1      | 1      | 2      | 4       |
| 17                  | КНР                 | 1      | 1      | 0      | 2       |
| 18                  | Багамські Острови   | 1      | 0      | 0      | 1       |
| 18                  | Данія               | 1      | 0      | 0      | 1       |
| 18                  | Польща              | 1      | 0      | 0      | 1       |
| 18                  | Північна Корея      | 1      | 0      | 0      | 1       |
| 18                  | Фінляндія           | 1      | 0      | 0      | 1       |
| 23                  | Ямайка              | 0      | 2      | 4      | 6       |
| 24                  | Бразилія            | 0      | 2      | 1      | 3       |
| 25                  | Канада              | 0      | 2      | 0      | 2       |
| 26                  | Нігерія             | 0      | 1      | 1      | 2       |
| 26                  | Південна Африка     | 0      | 1      | 1      | 2       |
| 26                  | Японія              | 0      | 1      | 1      | 2       |
| 29                  | Болгарія            | 0      | 1      | 0      | 1       |
| 29                  | Еквадор             | 0      | 1      | 0      | 1       |
| 29                  | Мозамбік            | 0      | 1      | 0      | 1       |
| 29                  | Угорщина            | 0      | 1      | 0      | 1       |
| 33                  | Мексика             | 0      | 0      | 2      | 2       |
| 34                  | Ізраїль             | 0      | 0      | 1      | 1       |
| 34                  | Алжир               | 0      | 0      | 1      | 1       |
| 34                  | Американське Самоа  | 0      | 0      | 1      | 1       |
| 34                  | Бельгія             | 0      | 0      | 1      | 1       |
| 34                  | Норвегія            | 0      | 0      | 1      | 1       |
| 34                  | Сирія               | 0      | 0      | 1      | 1       |
| 34                  | Словенія            | 0      | 0      | 1      | 1       |
| 34                  | Швейцарія           | 0      | 0      | 1      | 1       |
| 34                  | Швеція              | 0      | 0      | 1      | 1       |
| Загалом (42 збірні) | Загалом (42 збірні) | 46     | 46     | 47     | 139     |